# Coachwhips
Coachwhips est un groupe de noise et punk rock américain, originaire de San Francisco, en Californie.

## Biographie
Formé en 2001, John Dwyer (Pink and Brown, Landed, Burmese, Thee Oh Sees, Yikes, The Hospitals) en était le chanteur et guitariste. John Harlow jouait de la batterie et Mary Ann McNamara jouait du clavier/tambourin et chantait les chœurs. Dans leur deuxième déclinaison, Val (Tronic) jouait du clavier et du tambourin, et Matt Hartman (l'ancien guitariste de Cat Power et le batteur actuel de Sic Alps) jouait de la batterie.
Les Coachwhips étaient connus pour leur garage rock cru et brut et leurs paroles complètement inaudibles, un son proche de The Oblivians et The Gories. Le groupe joue son dernier concert à New York fin 2005. Il se reforme à l'occasion du festival texan South by Southwest et donne quelques concerts ensuite.

## Membres
- John Dwyer - guitare, chant
- John Harlow - batterie (2002-2004)
- Mary Ann McNamara - claviers, tambourin, chœurs (2002-2004)
- Matt Hartman - batterie (2004-2005)
- Val (Tronic) - claviers, tambourin (2004-2005)

## Discographie

### Albums studio
- 2002 : Hands on the Controls CD
- 2002 : Get Yer Body Next ta Mine LP (réédité en 2003 en format CD)
- 2003 : Bangers Versus Fuckers LP (réédité en 2004 en format CD)
- 2005 : Peanut Butter and Jelly Live at the Ginger Minge LP/CD
- 2006 : Double Death CD (collection de raretés et de faces B, il vient accompagné du DVD contenant des extraits de leurs fameux concerts)

### Splits
- 2003 : Split 7" avec A Tension
- 2004 : Split 7" avec Trin Tran
- 2005 : Split 7" avec Intelligence